# Francesco Caruso
Francesco Caruso (* 19. September 1940 in Neapel) ist ein italienischer Diplomat im Ruhestand.

## Studium
1962 schloss er ein Studium der Politikwissenschaft an der Universität Neapel ab.

## Leben
Von 1962 bis 1963 absolvierte er einen Aufbaustudiengang am College of Europe in Brügge.
Von 1963 bis 1968 war er EU-Beamter bei der Europäischen Kommission in Brüssel.
1968 trat er in den auswärtigen Dienst der Republik Italien, wo er von 1969 bis 1972 im Außenministerium beschäftigt wurde.
Von 1972 bis 1975 wurde er an der Botschaft in Paris beschäftigt.
Von 1975 bis 1977 war er Konsul in Südafrika.
1977 war er Bürovorsteher Stabschef des Generalsekretärs des Außenministeriums.
Von 1980 bis 1984 war er Gesandtschaftsrat bei der italienischen Mission nächst der Europäischen Kommission und beim Europäischen Parlament in Straßburg.
Von 1984 bis 1986 war er Geschäftsträger in Santiago de Chile.
Von 1986 bis 1987 war er wieder Bürovorsteher des Büros des Generalsekretärs des Außenministeriums.
Von 1987 bis 1988 war Gesandtschaftsrat beim Wirtschaftsministerium.
1988 wurde er zum Ministre plénipotentiaire ernannt.
Von 1989 bis 1992 bekleidete er den Posten des Beratenden Diplomaten bei stellvertretenden Präsidenten des Ministerrates der Republik Italien.
Von 1992 bis 1996 war er Botschafter in Tunis.
Von 1996 bis 2000 hatte er Exequatur als Generalkonsul in Paris.
Im Jahr 2000 bekleidete er den Posten des Beratenden Diplomaten beim Handelsminister.
Von 2000 bis 2001 bekleidete er den Posten des Beratenden Diplomaten beim Justizminister.
Von 2001 bis 2002 war er Bürovorsteher des Außenministers.
Von war er Ständiger Vertreter der italienischen Regierung nächst der UNESCO in Paris.
Vom September 2005 bis Oktober 2007 war er Botschafter in Stockholm.
Am 1. Oktober 2007 wurde er zum Sonderberater bei der UNESCO ernannt, um die Qualifikation des Mittelmeerraumes als UNESCO-Welterbe zu fördern.
Er war Honorarprofessor am Institut d’études politiques de Paris und dozierte über mediterrane Politik.
Von 1990 bis 1993 dozierte er an der Libera Università Internazionale degli Studi Sociali über die globale Wirtschaft.
Von 2003 bis 2005 war er vom Referat Koordinierung und Studien des UNESCO-Welterbe-Büros Generalsekretariates beauftragt mit den Kulturerben Israels und Palestinas Interkulturelle Mediation zu finden.
Zurzeit leitete er die Abteilung Kultur bei der UNESCO.
Er wurde 2006 in den Verdienstorden der Italienischen Republik aufgenommen.